# Olivetti Lettera 36
Olivetti Lettera 36 è la prima macchina per scrivere elettrica portatile della Olivetti nata nel 1970 dal progetto di Ettore Sottsass, già padre della celebre Olivetti Valentine, e Hans Von Klier.

## La macchina per scrivere
Fu progettata nel 1970 dall'architetto e designer Ettore Sottsass,  in collaborazione con Hans Von Klier. Con la Lettera 36 la Olivetti entra nel mercato delle portatili elettriche.
La parte meccanica è derivata dalla Lettera 32, progettata da Marcello Nizzoli.
Sebbene fosse una macchina portatile, i meccanismi del motore elettrico comportarono un aumento del peso, arrivando a più di 7 kg, riducendone significativamente la portabilità.
Ne esistono due versioni: la prima era caratterizzata da tasti circolari, la seconda da tasti quadrati, considerati più funzionali.
La scrittura avviene ancora con i classici martelletti porta-caratteri.
La versione italiana della macchina utilizza il layout QZERTY, anche se sono state prodotte versioni con disposizioni differenti di tasti a seconda della lingua a cui erano rivolte.
L'insieme dei caratteri a disposizione ha evidenti mancanze: non è presente il tasto col numero 1 che si ottiene utilizzando la lettera l (elle) minuscola oppure la I (i) maiuscola; allo stesso modo mancano inoltre i tasti per le vocali accentate maiuscole usate nella lingua italiana, che andavano sostituite dalle lettere normali seguite dall'apostrofo. Questa tipologia di soluzioni era piuttosto comune nelle macchine per scrivere dell'epoca.